# راک‌اسمیت ۲۰۱۴
راک‌اسمیت ۲۰۱۴ (انگلیسی: Rocksmith 2014) یک بازی ویدئویی موزیک ویدئو است که توسط یوبی‌سافت توسعه یافت و منتشر شد. این بازی دنباله‌ای بر راک‌اسمیت است اما معمولا به جای دنباله به عنوان جایگزینی بر نسخه نخست آن است. مانند نسخه پیشین خود، این بازی به بازیکن اجازه می‌دهد که هر گونه گیتار الکتریک یا گیتار بیس را به صورت مجازی از طریق یک کابل یواس‌بی وصل کنند و مانند بازی‌هایی همچو گیتار هیرو نیازی به کنترلر ندارد. خود بازی ۶۶ ترانه قابل زدن دارد و ترانه‌های دیگری در دی‌ال‌سی‌های بازی قابل خریداری هستند. یوبی‌سافت این بازی را در ای۳ ۲۰۱۳معرفی کرد و در اکتبر همان سال برای پلی‌استیشن ۳، اکس‌باکس ۳۶۰ و رایانه‌های شخصی منتشر شد. یک سال بعد این بازی در کنار محتوای افزوده برای پلی‌استیشن ۴ و اکس‌باکس وان عرضه شد.
این بازی بازخوردهای اکثرا مثبت دریافت کرد که بازی را به خاطر بهبودهای نسب به نخسه پیشین ستودند. این بازی تا مارس ۲۰۲۰ دی‌ال‌سی ترانه دریافت می‌کرد.